# Mittagskogel (Pitztal)
Der Mittagskogel ist ein 3159 m ü. A. hoher Berg, er dominiert im inneren Pitztal beim Blick in Richtung Talende, da er aus dieser Richtung die hinter ihm liegenden wesentlich höheren Gipfel des Weißkamms verdeckt. Sein Gipfel bietet einen umfassenden Rundblick, nach Norden überblickt man einen weiten Teil des Pitztals, nach Süden hin bietet sich ein großartiger Blick auf die Wildspitze.

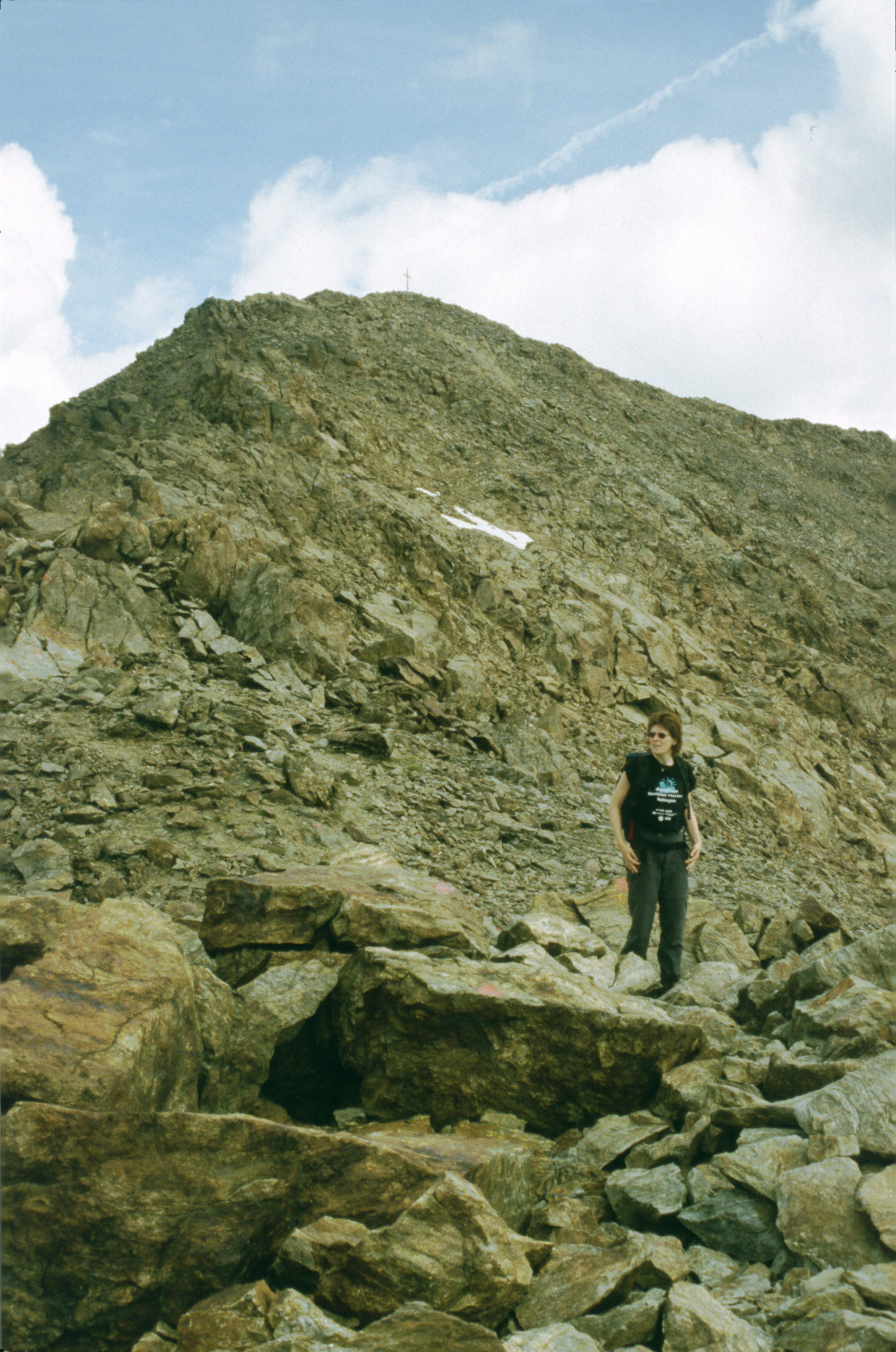
Die letzten Meter am Südwestgrat des Mittagskogels

Der Mittagskogel im Pitztal ist dabei ein klassischer Vertreter der vielen Berge mit diesem Namen in den Alpen, denn da sich das Pitztal ausgehend vom Mittagskogel exakt nach Norden erstreckt, steht der Berg für alle Ortschaften im inneren Pitztal genau so, dass die Sonne mittags direkt über ihm steht.

## Routen
Der Weg auf diesen Berg ist seit dem Bau der Pitztaler Gletscherbahn relativ kurz, deren Stollen direkt durch den Mittagskogel hindurchführt. Von der Bergstation des „Pitzexpress“ (2840 m) kann man den Gipfel in gut einer Stunde erreichen. Dabei gelangt man 
über einen markierten Steig am Nordost-Rand des Gletschers zur Einsattelung im Südwestgrat des Mittagskogels, wo man auf den Anstieg aus Mittelberg trifft (siehe unten). Der Südwestgrat allerdings erfordert leichte Kletterei über grobe Blöcke, bei der Trittsicherheit und passendes Schuhwerk vorausgesetzt sein sollten.
Alternativ kann man den Berg auch in fünf Stunden vom Pitztal aus ersteigen. Der Anstieg beginnt dann am Talschluss des Pitztals in Mittelberg (1736 m). Von Norden erreicht man dabei die Einsattelung im Südwestgrat, wobei die letzten Meter zur Scharte in sehr steilem und sandigem Gelände zu bewältigen sind, was den Weg bei Nässe oder Schnee rasch unbegehbar macht.

## Nachweis
1. 1 2  Lage und Höhe gemäß «Austrian Map»